# جورجوس کاراگونیس
جورجوس کاراگونیس (به یونانی: Γιώργος Καραγκούνης) (زادهٔ ۶ مارس ۱۹۷۷) بازیکن فوتبال اهل کشور یونان است.
وی برای تیم ملی یونان ۱۲۲ بازی انجام داده و ۹ گل به ثمر رسانده‌است. پست تخصصی این بازیکن نیز، هافبک است.
او رکورددار بیشترین تعداد بازی ملی، برای تیم ملی فوتبال یونان می‌باشد.